# Ovenna guineacola
Ovenna guineacola är en fjärilsart som beskrevs av Embrik Strand 1912. Ovenna guineacola ingår i släktet Ovenna och familjen björnspinnare. Inga underarter finns listade i Catalogue of Life.